# Hells Gate Moraine
Die Hells Gate Moraine (englisch für Höllentormoräne) ist eine Moräne an der Scott-Küste des ostantarktischen Viktorialands. Sie erstreckt sich von Vegetation Island und Cape Confusion in südwestlicher Richtung bis zum Hells Gate.
Die von Victor Campbell geführte Nordgruppe der Terra-Nova-Expedition (1910–1913) unter der Leitung des britischen Polarforschers Robert Falcon Scott benannte sie in Anlehnung an die Benennung des Hells Gate.